# VII Universiade
La VII Universiade estiva (Летняя Универсиада 1973) si svolse a Mosca, in Unione sovietica nel 1973. 
Le universiadi furono caratterizzate dalle aggressioni effettuate dalle autorità locali nei confronti degli ebrei sovietici che tifavano per Israele. Durante l'incontro Israele-Portorico di pallacanestro degli agenti in borghese russi aggredirono dei tifosi ebrei con violenza fisica e strappandogli di mano i cartelli e la bandiera con la stella di David. I dirigenti israeliani chiesero alla FISU la presenza di osservatori negli incontri disputati dalla loro squadra.

## Sport
- Atletica leggera (dettagli)
- Ginnastica artistica (dettagli)
- Lotta (dettagli)
- Pallacanestro (dettagli)
- Pallavolo (dettagli)
- Pallanuoto (dettagli)
- Scherma (dettagli)
- Nuoto (dettagli)
- Tennis (dettagli)
- Tuffi (dettagli)

## Medagliere
Evidenziato il paese organizzatore.
| Pos. | Nazione          |    |    |    | Tot. |
| ---- | ---------------- | -- | -- | -- | ---- |
| 1    | Unione Sovietica | 69 | 35 | 30 | 134  |
| 2    | Stati Uniti      | 19 | 15 | 18 | 52   |
| 3    | Giappone         | 3  | 9  | 2  | 14   |
| 4    | Romania          | 3  | 8  | 6  | 17   |
| 5    | Polonia          | 2  | 3  | 5  | 10   |
| 6    | Cuba             | 2  | 3  | 2  | 7    |
| 7    | Cecoslovacchia   | 2  | 3  | 1  | 6    |
| 7    | Gran Bretagna    | 2  | 3  | 1  | 6    |
| 9    | Italia           | 2  | 0  | 6  | 8    |
| 10   | Finlandia        | 2  | 0  | 0  | 2    |
| 11   | Bulgaria         | 1  | 7  | 7  | 15   |
| 12   | Germania Ovest   | 1  | 4  | 7  | 12   |
| 13   | Germania Est     | 1  | 3  | 8  | 12   |
| 14   | Francia          | 1  | 2  | 1  | 4    |
| 15   | Jugoslavia       | 1  | 1  | 2  | 4    |
| 16   | Mongolia         | 1  | 0  | 1  | 2    |
| 17   | Ungheria         | 0  | 7  | 3  | 10   |
| 17   | Iran             | 0  | 4  | 0  | 4    |
| 18   | Canada           | 0  | 2  | 5  | 7    |
| 19   | Australia        | 0  | 1  | 3  | 4    |
| 20   | Paesi Bassi      | 0  | 1  | 0  | 1    |
| 21   | Brasile          | 0  | 0  | 5  | 5    |
| 22   | Corea del Sud    | 0  | 0  | 2  | 2    |
| 23   | India            | 0  | 0  | 1  | 1    |
| 24   | Kenya            | 0  | 0  | 1  | 1    |
| 25   | Messico          | 0  | 0  | 1  | 1    |